# Argyreuptychia hilara
Argyreuptychia hilara är en fjärilsart som beskrevs av Felder 1867. Argyreuptychia hilara ingår i släktet Argyreuptychia och familjen praktfjärilar. Inga underarter finns listade i Catalogue of Life.